# Naicho
Naichō (内調), là từ viết tắt của Naikaku Jōhō Chōsashitsu (内閣情報調査室 Phòng Tình báo và Điều tra Nội các) là tổ chức tình báo cao cấp nhất của Nhật Bản, báo cáo trực tiếp đến Thủ tướng Nhật Bản. Tổ chức này được cho là tương đương với Cục Tình báo Trung ương Mỹ.

## Vai trò
Phần lớn thông tin do Naicho thu thập là dựa vào các tổ chức báo chí hoặc từ các quốc gia thân thiết với Nhật.

## Tổ chức
Tổng số nhân viên của Naicho là khoảng 170 đến 175, với 120 người mượn từ các cơ quan chính phủ khác.
Có một đề nghị tái cấu trúc cơ quan này để khiến nó ngang bằng với CIA với việc tuyển chọn đội ngũ nhân viên từ Bộ Ngoại giao, cảnh sát quốc gia, Bộ Quốc phòng cũng như từ khu vực tư nhân.

## Bê bối gián điệp
Ngày 17 tháng 1 năm 2008, một nhân viên của Naicho bị tố cáo làm gián điệp cho người Nga, chuyển cho họ những thông tin tuyệt mật. Nga từ chối bình luận. Từ đó, Naicho đã nhiều lần bị yêu cầu giải trình.

## Những người đứng đầu Naicho
- Omori Yoshio[5]
- Sugita Kazuhiro (tháng 1 năm 2001–tháng 4 năm 2001)[6]
- Kanemoto Toshinori (tháng 4 năm 2001–tháng 4 năm 2006)[7]
- Mitani Hideshi (tháng 4. 2006–tháng 4 năm 2010)[8]
- Uematsu Shinichi (tháng 4 năm 2010–)[9]